# AG0302-COVID‑19
AG0302-COVID‑19 ويُعرف أيضًا باسم أي جي0302-كوفيد-19، هو لقاح مرشح ضد مرض فيروس كورونا، تعمل شركة آنجز اليابانية على تطويره وإنتاجه بتقنية تلقيح الدنا، وهو مخصص للإعطاء عن طريق الحقن العضلي.

## نسخة سابقة
سبق هذه النسخة من اللقاح نسخة أخرى، حملت الاسم الرمزي: «AG0301-COVID‑19» أو «أي جي0301-كوفيد-19».